# Sammie Szmodics
Pour les articles homonymes, voir Buckley.
Sammie Szmodics, né le 24 septembre 1995 à Colchester en Angleterre, est un footballeur international irlandais qui joue au poste de milieu de terrain à Ipswich Town.

## Biographie

### En club
Natif de Colchester, Sammie Szmodics fait ses débuts en professionnel le 28 septembre 2013 lors d'un match face à Bristol City.
Le 28 juin 2019, le milieu de terrain rejoint Bristol City.
Le 8 septembre 2020, il rejoint Peterborough United.
Le 1er août 2022, il rejoint Blackburn Rovers.

### En équipe nationale
En 2021, il choisit de prendre le passeport irlandais. Il est alors sélectionné mais doit déclarer forfait pour une blessure à l'épaule.
Sammie Szmodics est appelé pour la deuxième fois en équipe de république d'Irlande le 9 octobre 2023. Stephen Kenny fait appel à lui en remplacement d'Aaron Connolly initialement appelé mais qui doit déclarer forfait pour cause de blessure. Szmodics participe au rassemblement au cours duquel l'Irlande doit affronter successivement la Grèce et Gibraltar.

## Palmarès

### Distinctions personnelles
- Meilleur buteur de Championship en 2024
- Membre de l'équipe-type de Championship en 2024 (EFL)[5].